# Pilea nitida
Pilea nitida är en nässelväxtart som beskrevs av Hugh Algernon Weddell. Pilea nitida ingår i släktet pileor, och familjen nässelväxter. Inga underarter finns listade i Catalogue of Life.